# Pier Amato Perretta

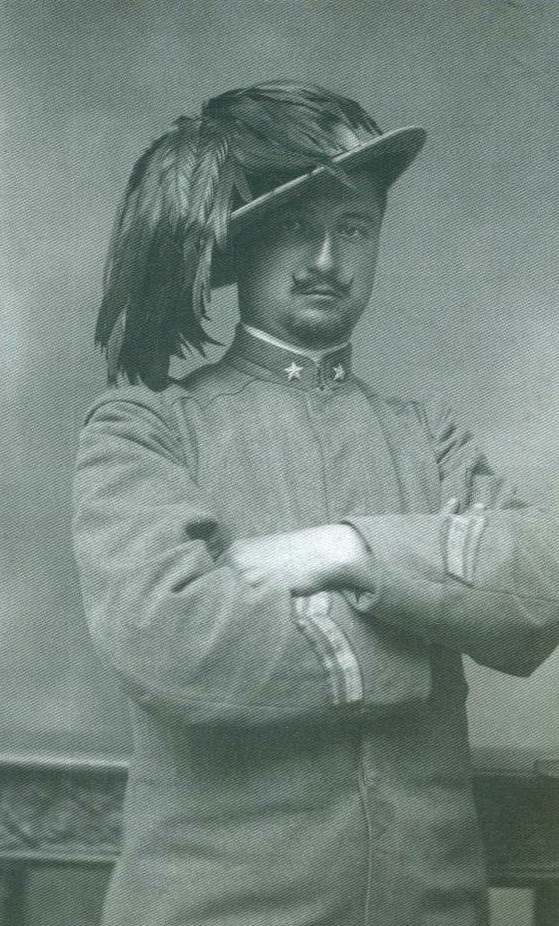
Perretta in Bersaglieri-Uniform 1915–18

Pier Amato Perretta, ursprünglich Pietro Amato (* 24. Februar 1885 in Laurenzana; † 15. November 1944 in Mailand) war ein italienischer Richter, Antifaschist und Partisan.

## Herkunft, Familie und Beruf vor dem Ersten Weltkrieg
Er kam aus einer Familie, die die italienische Einigungsbewegung im 19. Jahrhundert, das Risorgimento, unterstützt hatte, sein Vater Fortunato Perretta hatte unter Garibaldi an der Schlacht am Volturno teilgenommen, seine Mutter Vincenzina Romano war in der Bewegung der Carbonari aktiv gewesen.
Er nahm ein Jurastudium in Neapel auf und schloss es am 7. Dezember 1906 mit Auszeichnung ab. Zunächst angestellt als Wirtschaftsprüfer am Berufungsgericht in Neapel, wurde er dort im April 1910 zum Richter ernannt.
Im gleichen Jahr heiratete er die aus einer Juristenfamilie stammende Gemma De Feo, woraus vier Kinder hervorgingen: Lucio Vero (Neapel 1912), Fortunato Renato Libero Austero (Locorotondo 1914), Vittoria Elena Antonietta (Conselve 1916), Giusto Ultimo (Neapel 1919).
Schon zu Beginn seiner Karriere trat er öffentlich für eine unabhängige Justiz ein. Das führte zu mehreren Konflikten mit seinen Vorgesetzten und den lokalen Exekutivgewalten, in deren Folge er mehrmals seine Dienststelle wechselte, von Neapel nach Locorotondo und dann nach Conselve.

## Erster Weltkrieg
Am 15. März 1915 wurde er zum 8. Bersaglieri-Regiment nach Verona einberufen und war nach dem italienischen Kriegseintritt in den Ersten Weltkrieg bis zum 13. Juni 1917 an der Cadore-Front stationiert. Krankheitsbedingt verließ er die Fronteinheit und war ab Oktober 1917 bis zum Ende des Krieges als Kriegsrichter und Militäranwalt tätig. Für seinen Kriegseinsatz erhielt er mehrere Auszeichnungen.

## Zwischen den Weltkriegen
1919 arbeitete er als Richter am Seegericht in Neapel, im Februar 1921 wurde er dem Gericht in Como zugeteilt, wo er bis zu seinem Tod arbeitete und lebte.
Nach der faschistischen Machtübernahme 1922 widersetzte er sich den neuen Machthabern. Er veröffentlichte mehrere Artikel in antifaschistischen und sozialistischen Periodika, in denen er sich für das Recht auf freie Meinungsäußerung und die Unabhängigkeit der Justiz einsetzte.
Der örtliche Präfekt und der lombardische Richterbund informierten darüber den faschistischen Justizminister Alfredo Rocco und 1925 wurde gegen ihn ein Disziplinarverfahren eröffnet, das am 22. Mai 1925 zu einer Strafversetzung zum Gericht nach Lanciano führte. Begründung: Er ist ein Störer des Gleichgewichts innerhalb der Bereiche der Macht.
Er trat dort seinen Dienst nicht an, legte Berufung beim König ein und verbat sich beim Justizminister, in das Verfahren einzugreifen, ohne Erfolg. Die Berufung wurde am 28. Dezember 1925 abgelehnt. Perretta gab auf, quittierte seinen Dienst und eröffnete eine Rechtsanwaltskanzlei in Como. Am 1. November 1926, nach dem gescheiterten Attentat Anteo Zambonis auf Mussolini, verwüsteten rachsüchtige Faschisten seine Kanzlei, er wurde wegen seiner antifaschistischen Haltung, die als gefährlich für die öffentliche Ordnung eingestuft wurde, verhaftet und für zwei Jahre in seinen süditalienischen Geburtsort in der Basilikata verbannt. Seine Klage dagegen wurde zwar abgewiesen, aber die Verbannung in eine restriktive bis 1929 dauernde Ausgangsbeschränkung mit Meldepflicht umgewandelt. Unter Schwierigkeiten, von den faschistischen Behörden ständig schikaniert, gelang es ihm als Anwalt in Como weiterzuarbeiten, bis er 1936 aus der Rechtsanwaltskammer ausgeschlossen wurde und er nicht mehr als Anwalt praktizieren konnte.
Er wechselte in unternehmerische Aktivitäten, beschäftigte sich mit der industriellen Herstellung von Textilfasern bis hin zum Aufbau eigener Produktionsstätten.

## Zweiter Weltkrieg bis zur Absetzung Mussolinis 1943
Mit dem Eintritt Italiens in den Zweiten Weltkrieg 1940 wurden seine Söhne einberufen: Giusto wurde im Dezember 1940 von den Briten in Sidi Barrani gefangen, 1942 fiel Fortunato an der griechisch-albanischen Front, Lucio wurde 1943 als Militärinternierter der deutschen Besatzungsmacht zur Zwangsarbeit nach Deutschland deportiert. Perretta scheiterte mit seinen Industrieprojekten.

## Widerstand und Tod
Nach der Verhaftung Mussolinis am 25. Juli 1943 gründeten Liberale, Sozialisten und Katholiken auf Initiative von Perretta in Como die geheime Lega insurrezionale Italia Libera, die Aufstandsliga Freies Italien, um in dem entstandenen Machtvakuum die Befreiung vom Faschismus voranzutreiben und den Wandel mitzugestalten.
Am Tag des Waffenstillstands von Cassibile zwischen Italien und den Alliierten, am 8. September 1943, hielt er in Como eine Rede auf einer antifaschistischen Demonstration, die anschließend zur Präfektur zog, um die Herausgabe der Waffen zu verlangen, ohne Erfolg.
Der deutsche Einmarsch erfolgte umgehend, am 12. September 1943 kam die Wehrmacht in Como an und schloss die Grenze zur Schweiz, die Faschisten blieben oder waren wieder an der Macht, Perretta musste untertauchen.
Er floh und versteckte sich mit Frau und Tochter bei Freunden in der Toskana. Im Februar 1944 ging er nach Mailand und trat dem Freiwilligenkorps der Freiheit, dem Corpo volontari della libertà (CVL), bei, einer vom Nationalen Befreiungskomitee, dem Comitato di Liberazione Nazionale (CLN), anerkannten Bewegung, die in Norditalien den bewaffneten Partisanenkampf, die Resistenza, gegen die deutsche Besatzung und die italienischen Faschisten führte. Im CVL übernahm er für die Provinz Como zentrale Aufgaben: Koordinierung des Widerstands, Beschaffung von Geldmitteln und Waffen, Rekrutierung neuer Partisanen. Gleichzeitig trat er der kommunistischen Partei, der (KPI), bei.
Er wurde denunziert, sein Aufenthaltsort wurde verraten und am Abend des 13. Novembers 1944 drangen Schwarzhemden und SS-Männer in sein Versteck in der Viale Lombardia in Mailand ein, er wurde beim Fluchtversuch angeschossen, zwei Tage später starb er im Niguarda-Krankenhaus um 7 Uhr morgens an den Folgen seiner Verletzung.

## Gedenkorte und Erinnerung
- Giusto Perretta (1919–2008), sein Sohn, kam nach dem Krieg zurück nach Como und engagierte sich dort in der Aufarbeitung des Faschismus, in der Erinnerungsarbeit und der Erforschung des Widerstands;  gründete 1977 das Comer Resistenza-Instituts, war dessen Leiter bis 1994 und Präsident bis 1997; Autor zahlreicher lokaler Geschichtsstudien zu Faschismus und Widerstand.

- Benennung des Resistenza-Instituts in Como: Istituto di Storia Contemporanea "Pier Amato Perretta" (ISC), gegründet 1977; sammelt im Fondo Perretta sämtliche Quellen, Überreste und Sekundärliteratur zu Perretta; forscht und publiziert vornehmlich zu Widerstand und  Faschismus in der Lombardei.

- Gedenktafel, angebracht 1976 in der Empfangshalle des neuen Gerichtsgebäudes (Palazzo di Giustizia, errichtet 1968) in Como, Via Vincenzo Spallino; siehe Literatur Fabio Cani.

- Gedenktafel an Hauswand am Piazza Pietro Perretta, in Como, angebracht 1955 mit einem Text des Schriftstellers Libero Bigiaretti: Andava per le case/a svegliare nell’uomo/la coscienza dell’uomo/Viveva braccato dai/fascisti perché voleva/la lotta che conduce alla pace/per questo/fu ucciso a tradimento/ed ora vive in milioni/di uomini. Er ging zu den Häusern/um zu erwecken im Mensch/das Gewissen des Menschen/er lebte, gejagt von den/Faschisten, denn er wollte/den Kampf, der zum Frieden führt/deshalb/ist er tückisch getötet worden/und jetzt lebt er weiter in Millionen/von Menschen, siehe Literatur Fabio Cani.

- Gedenktafel mit Zitat aus einem seiner Briefe am Denkmal für den europäischen Widerstand Monumento alla Resistenza europea: Questa tremenda esperienza avrà giovato a qualche cosa? S’impone una rieducazione profonda e costante, altrimenti nemmeno questa lezione servirà. Wird diese schreckliche Erfahrung für irgendetwas von Nutzen sein? Eine tiefe und ständige Umerziehung ist erforderlich, sonst wird auch diese Lektion nicht nützen.

- Gedenktafel am Comer Partisanendenkmal, Monumento ai caduti della Resistenza, auf dem Monumentalfriedhof in Como, Cimitero Monumentale di Como, mit der Überschrift: Garibaldino Martire per la libertà, Garibaldiner[3] Märtyrer für die Freiheit; siehe Literatur Fabio Cani.